# Pédoncule olfactif

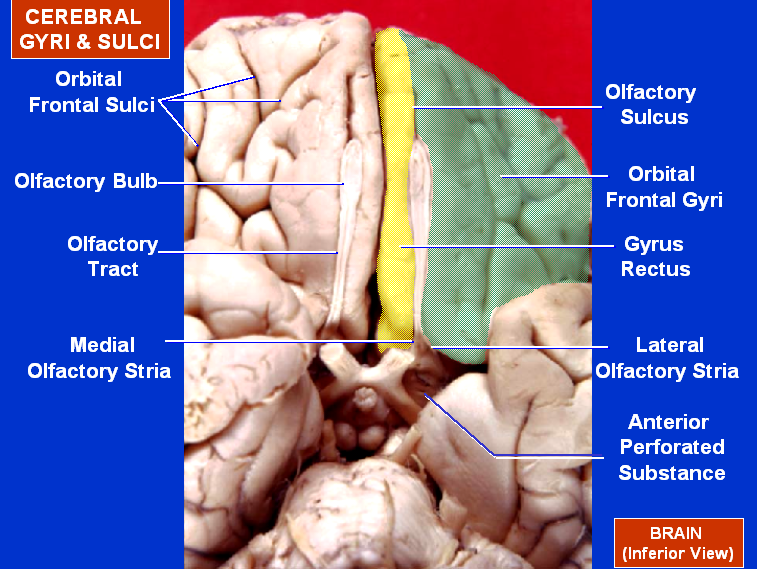
Le pédoncule olfactif situé sur le sillon olfactif avec les deux branches olfactives légendées

Le pédoncule olfactif (anciennement, tractus olfactif, en latin : tractus olfactorius) est un faisceau bilatéral de fibres nerveuses afférentes (fibres formées d'axones) provenant du bulbe olfactif qui se relie à plusieurs régions cibles du cerveau, y compris le cortex piriforme, l'amygdale et le cortex entorhinal. C'est un étroit faisceau de substance blanche, de forme triangulaire à la coupe coronale du cerveau, le sommet étant dirigé vers le haut.
Le terme de tractus olfactif est impropre car le pédoncule olfactif est en réalité composé de la juxtaposition de deux tractus, le tractus olfactif médial (donnant la strie olfactive médiale et intermédiaire) et le tractus olfactif latéral (donnant la strie olfactive latérale et intermédiaire). L'existence du tractus olfactif médial (et par conséquent de la strie médiale) est néanmoins controversée chez les primates (incluant les humains).

## Structure anatomique

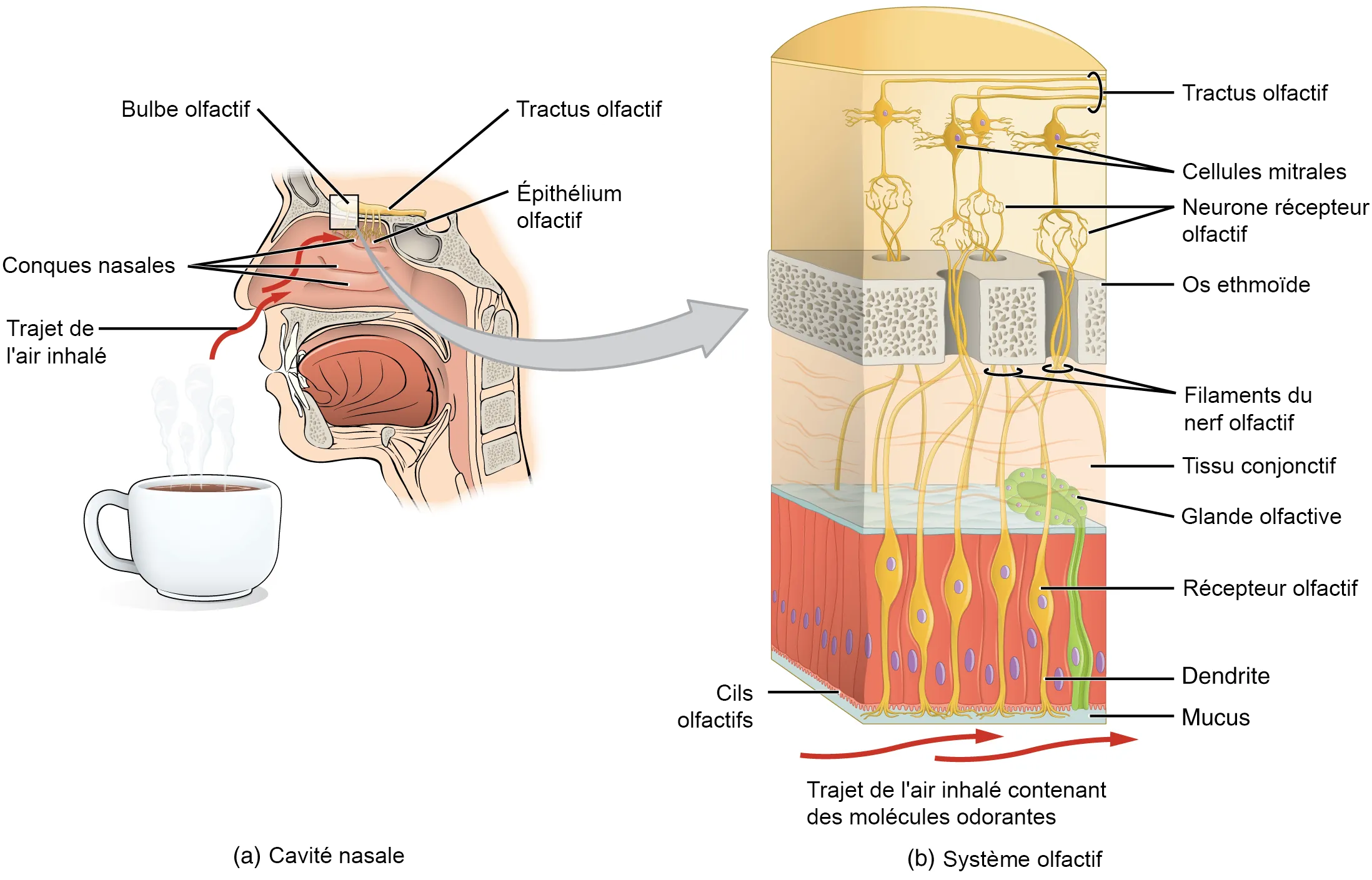
Système olfactif

Le pédoncule olfactif et le bulbe olfactif se situent dans le sillon olfactif, un sillon formé par le gyrus orbitaire médial sur la face inférieure de chaque lobe frontal. Les pédoncules olfactifs se situent au niveau de ces sillons qui sont parallèles à la ligne médiane. Les fibres du pédoncules olfactif semblent se terminer sur tubercule olfactif (principalement dans la partie antéro-latérale), les parties dorsale et externe du noyau olfactif antérieur, les parties frontale et temporale de l'aire prépiriforme, le groupe cortico-médial des noyaux de l'amygdale et le noyau de la strie terminale.
Le pédoncule olfactif se divise postérieurement en trois branches principales : les stries médiale, intermédiaire(s) et latérale. Le pédoncule olfactif se termine ainsi par une structure triangulaire appelée trigone olfactif. Caudalement à ces éléments, il y a l'espace perforé antérieur, dont la partie antérieure est marquée par le relief du tubercule olfactif. Enfin, les projections du pédoncule olfactif vers  le noyau olfactif antérieur sont parfois regroupées sous le nom de strie olfactive supérieure.
Les termes de tubercule olfactif et trigone olfactif sont couramment confondus dans la littérature.

### Strie olfactive médiale
La strie olfactive médiale, est classiquement décrite comme tournant médialement derrière l'aire parolfactive (en) (d'où son nom) et se terminant dans le gyrus sub-calleux (en).
Néanmoins, cette description a été rejetée depuis une cinquantaine d'années. La strie médiale est aujourd'hui décrite comme se terminant bien plus médialement, au niveau du taenia tecta ventral.

### Strie olfactive intermédiaire
La strie olfactive intermédiaire, représente la (ou les) branche(s) qui part de la strie médiale ou latérale pour se projeter sur le tubercule olfactif et l'espace perforé antérieur.
Le terme de formation pectinée de Trolard est utilisé pour parler de la strie intermédiaire lorsque celle-ci est multiple et part de la strie latérale.

### Strie olfactive latérale
La strie olfactive latérale est dirigée à travers la partie latérale de l'espace perforé antérieure, puis se plie brusquement en dedans vers l'uncus du gyrus parahippocampique.
Le terme anglais "lateral olfactory tract" est largement utilisé dans la littérature pour décrire l'ensemble formé par le pédoncule olfactif en avant et la strie latérale en arrière. Cette terminologie a notamment influencé l'appellation du noyau "bed nucleus of the lateral olfactory tract". Ce nom a été popularisé à la suite du rejet du tractus olfactif médial . Le terme de tractus olfactif latéral devrait néanmoins être réservé pour désigner le faisceau latéral du pédoncule olfactif .

## Importance clinique
La destruction du pédoncule olfactif entraîne une anosmie (perte de l'odorat) ipsilatérale (homolatérale, c'est-à-dire du même côté de la lésion). L'anosmie totale ou partielle (appelée également de l'hyposmie) est un symptôme du syndrome de Kallmann, une maladie génétique qui perturbe le développement du pédoncule olfactif,. La profondeur du sillon olfactif est un indicateur d'une telle anosmie congénitale.

## Galerie

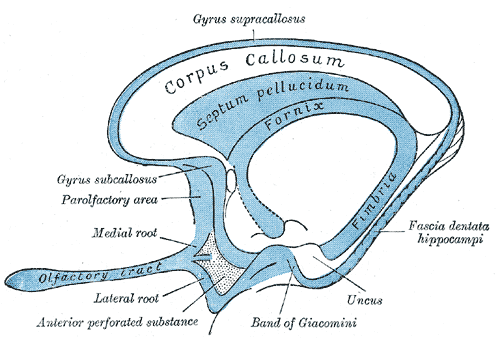
Schéma du rhinencéphale, le pédoncule olfactif est visible à gauche.
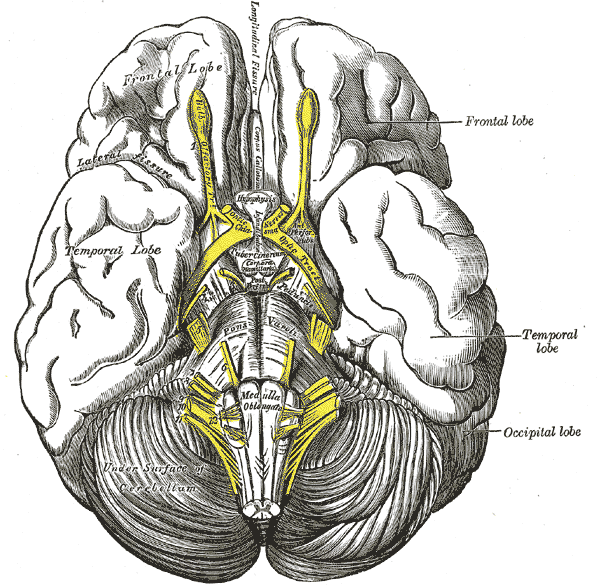
Base du cerveau
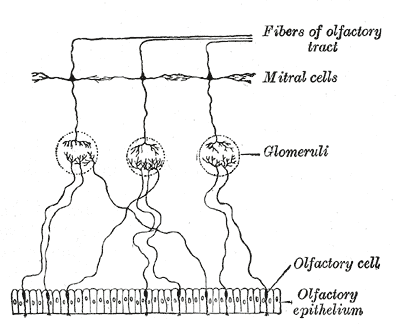
Plan de l'organisation des neurones dans le bulbe olfactif.
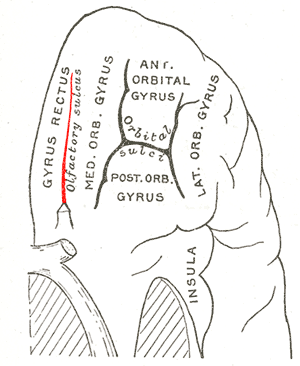
Schéma de la face orbitale du lobe frontal montant le sillon olfactif en rouge.